# Xã Jim Fork, Quận Sebastian, Arkansas
Xã Jim Fork (tiếng Anh: Jim Fork Township) là một xã thuộc quận Sebastian, tiểu bang Arkansas, Hoa Kỳ. Năm 2010, dân số của xã này là 1.000 người.